# ジョゼフ＝アントワーヌ・ブーラン

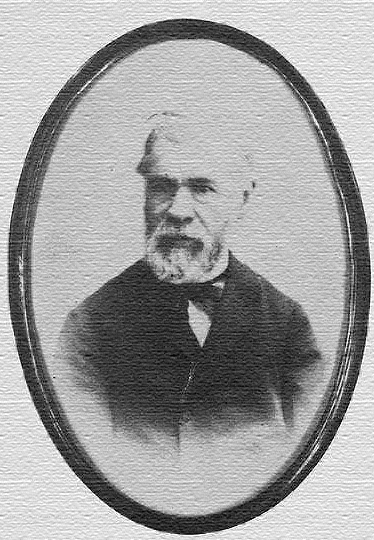
ジョゼフ＝アントワーヌ・ブーラン

アベ・ジョゼフ＝アントワーヌ・ブーラン（Joseph-Antoine Boullan、1824年2月18日 タルヌ＝エ＝ガロンヌ県サン＝ポルキエ - 1893年1月4日 リヨン）は、フランスのしばしば悪魔主義者と指弾されてきたローマ・カトリック教会の司祭（後に還俗）。
ブーランは作家のジョリス＝カルル・ユイスマンスの友人であり、彼に影響を与えてきた。ブーランはスタニスラス・ド・ガイタ侯爵との間で著名な呪術戦を行っており、ユイスマンスとアンリ・アントワーヌ・ジュール＝ボアはこの戦いでブーランを支持している。